# Automotrice Breda ALn 442-448
Les automotrices Breda ALn 442-448 sont des rames automotrices diesel doubles des Chemins de fer Italiens (Ferrovie dello Stato ou FS) construites par Breda C.F. à la fin des années 1950. Ce matériel fut conçu dans le but d’assurer les services internationaux Trans-Europ-Express qui se mettaient en place et d’assurer, à ce titre, les liaisons entre Milan et les grandes villes européennes. Leur traction diesel autonome permettait de s’affranchir des normes techniques (tension d'alimentation des caténaires notamment) propres aux différents réseaux nationaux nécessitant des changements de matériel de traction lors du passage des frontières, accélérant ainsi les liaisons.

## Construction
Les automotrices doubles ALn 442-448 furent élaborées à partir d’un projet d’automoteurs à traction thermique (diesel) semi-rapides émanant du constructeur Breda en 1955. Ces automotrices, qui offraient un niveau de service élevé aux passagers, furent construites dans une configuration bi-caisses, chaque élément présentant des essieux indépendants, un aménagement intérieur et un nombre de sièges différents. Toutefois, les deux caisses ne pouvaient circuler que jumelées, elles possédaient, en outre, une cuisine et offraient un service de restauration à la place. Les deux bogies d’extrémité étaient moteurs et développaient une puissance totale de 680 kW (2x340 kW), soit 980 CV (2x490 CV). D’un poids total de 104 tonnes, les automotrices Breda atteignaient la vitesse maximale de 140 km/h, ce qui était nettement inférieur comparé aux modèles du réseau italien pouvait mais qui respectait les règles imposées dans le cadre des services internationaux sur des lignes qui pouvaient être tourmentées comme en France et en Suisse. Elles bénéficiaient d'une grande autonomie de 1 800 kilomètres,.
Un premier groupe de 3 automotrices fut livré au mois de juillet 1957, les engins furent numérotés ALn 442–448.2001, 2002 et 2003. À la fin du mois d’octobre de la même année, 4 nouvelles automotrices furent mises en service, numérotées ALn 442–448.2004, 2005, 2006 et 2007. Les deux dernières de la série, ALn 442–448.2008 et 2009, furent remises en mai-juin 1958. Au total, seulement 9 automotrices furent construites mais très vite, le nombre de passagers croissant, il fut nécessaire d'insérer une voiture entre les deux motrices. Baptisée Al.60, elle fut construite en 4 exemplaires dans cette version TEE. 
La capacité de la rame était de 90 places assises dans les deux éléments de la rame plus 60 dans la voiture centrale.

## Service
De leur date d’entrée en service jusqu’à l‘année 1972 (1969 pour le TEE Mediolanum), les automotrices Breda assurèrent les trains TEE (Trans-Europ-Express) de l’étoile de Milan à destination de la France, de la Suisse et de l’Allemagne, à savoir :
- le TEE Mont-Cenis (Milan – Lyon), soit  462 km.
- le TEE Ligure (Milan – Marseille, puis Avignon à partir de 1969), soit 549, puis 670 km.
- le TEE Lemano (Milan - Genève), soit 370 km.
- le TEE Mediolanum (Milan – Munich), soit 593 km.

Deux motrices ont été détruites lors d'accidents en 1969 et en 1971 dans le cadre du service sur le TEE Lemano. Les deux éléments intacts permirent de constituer une nouvelle rame dont le nombre passa de 9 à 8.
Les 8 rames Breda ALn 442-448 furent retirées du service TEE à l'occasion de la mise en place des horaires d'hiver 1972 (elles avaient déjà cédé leur place, à compter du service d'été 1969, aux rames automotrices allemandes VT.11, sur la liaison Milan - Munich). Les ALn 442-448, mises en service 15 années auparavant, ne correspondaient plus aux normes de confort des nouveaux matériels destinés aux trains TEE et accusaient la fatigue de nombreux services où elles étaient poussées à la limite de leur puissance (déjà relativement modeste). La fin de certaines discontinuités dans l'électrification sonnait également le glas de la traction thermique.

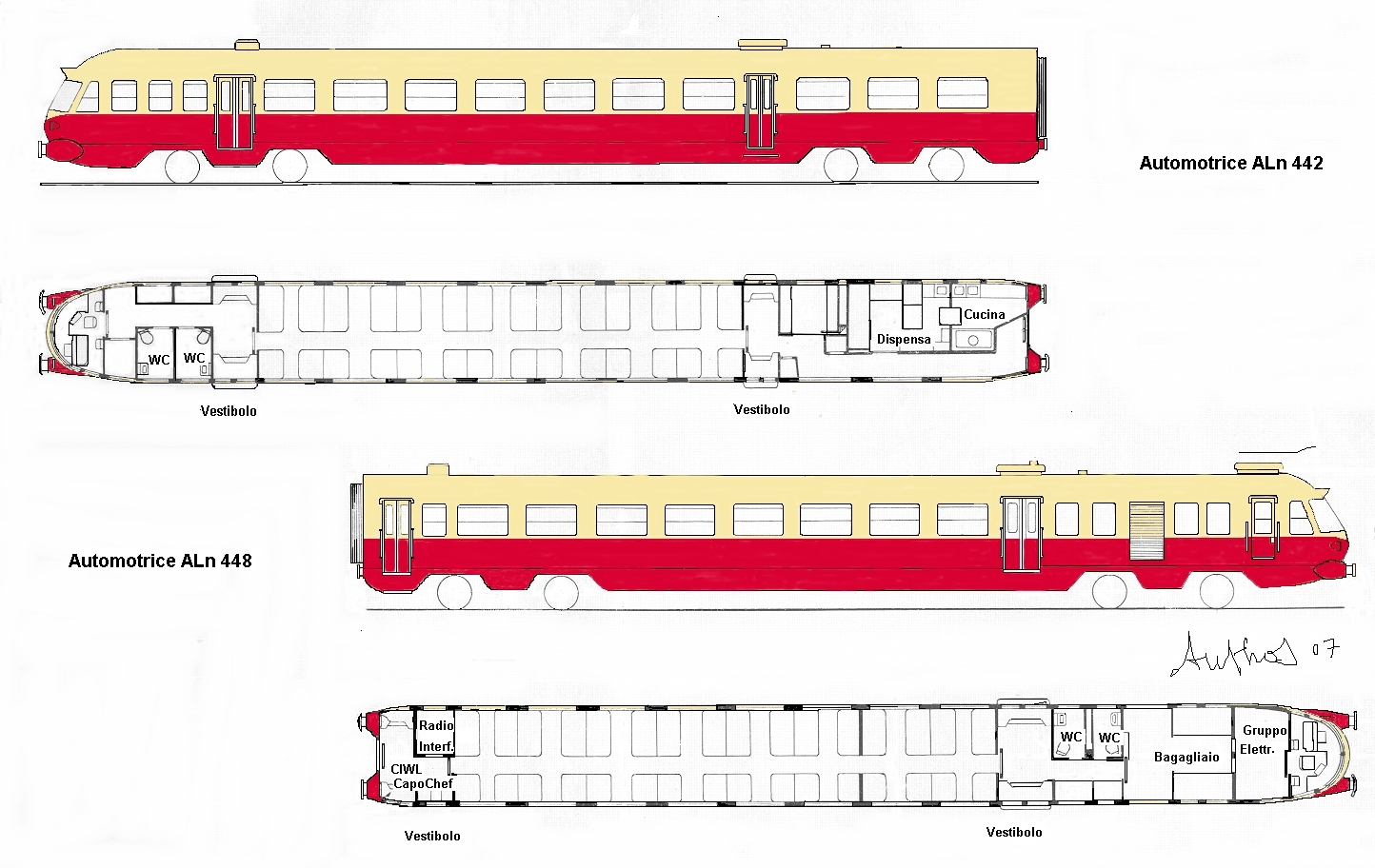
Plan des rames bi-caisses Breda ALn 442-448

Les rames ALn 442-448, avec et sans la voiture centrale Al.60, ont alors assuré des dessertes moins prestigieuses sur le territoire national italien, subissant même la concurrence des nouveaux trains InterCity sur les liaisons entre les principales villes italiennes. Les ALn 442–448 se retrouvèrent de 1972 à 1974, sur des itinéraires interrégionaux du sud de la péninsule (Bari – Reggio de Calabre). 
À partir de la fin de l’année 1974, elles furent regroupées au dépôt de Trévise, au nord de Venise, et régnèrent en maître sur les relations Milan – Calalzo di Cadore et Venise – Calalzo di Cadore, une des très rares ligne non encore électrifiée en Italie. Les 16 automotrices subirent, de 1974 à 1978, des aménagements en relation avec leur nouveau service. La cuisine et le locale douane furent supprimés augmentant ainsi la capacité des éléments ALn 442 de 42 à 60 places. Désormais numérotées ALn 448-460 - 2001, 2003-2009, ces rames étaient d'un entretien coûteux et complexe, elles entraient en concurrence avec de nouveaux matériels plus modernes (à savoir les Fiat ALn 668. Leur réforme fut alors décidée. Le 24 octobre 1982, l'ensemble de la série fut amorti, après 25 années de service.

## Technique
Les automotrices ALn 442-448, composée d’un bloc de deux autorails dont chacun comportait, sous le châssis, un seul moteur Isotta Fraschini de puissance élevée (pour l'époque), un moteur diesel horizontal de 490 CV. Ce dernier entraînait, par l’intermédiaire, d’une boîte de vitesses à coupleur hydraulique et d’un arbre télescopique à cardans, 2 ponts montés sur un bogie à 2 essieux. Chaque rame étant composée de 2 motrices, une panne moteur sur l’une d’entre elles n’immobilisait pas le train qui pouvait continuer sa course à puissance réduite.
Le moteur Isotta-Fraschini des sept premières unités était un moteur 12 cylindres diesel horizontal suralimenté à injection indirecte, type D19/SB 12 P. Il développait 490 ch à 1 500 tr/min avec un taux de compression de 15,3. Les deux dernières rames, livrées en 1958, disposaient d’un moteur Isotta-Fraschini du type D19/58 de conception similaire mais qui avaient intégré quelques modifications visant à optimiser son rendement. 
Les automotrices disposaient d’un moteur auxiliaire 4 cylindres Isotta Fraschini de 65 CV pour un groupe électrogène  pour ne pas soustraire de la puissance à la motorisation principale pour l’éclairage de la rame et la cuisine.
Chaque rame disposait d'une cabine de conduite à chaque extrémité, la motrice ALn 442 disposait d'une cuisine et d'un compartiment de douane et offrait 42 places de 1re classe, l'autre, l'ALn 448, d'un compartiment à bagages et avait une capacité de 48 places de 1re classe.
La capacité de la rame pouvait être augmentée avec l'adjonction d'une voiture centrale, pas systématiquement utilisée, car seulement 4 unités Al.60 ont été commandées, livrées et mises en service en 1958. D'une longueur de 25,00 mètres avec des roues de 1,40 mm, elles pesaient 34 tonnes et comportaient 60 fauteuils de 1re classe. Ces voitures ont été transformées en Al 602 en 1970.

## Matériel préservé
Parmi les huit rames amorties en 1982, six ont été mises à la ferraille entre 1983 et 1999.
Les deux automotrices préservées ont connu des destins différents :
- l'ALn 448.2007 avait été acquise par le Musée des sciences et techniques de Milan et était exposée dans un hangar à côté d'autres matériels (elle fut néanmoins mise à la ferraille en 2008[7]) ;
- l'ALn 448-460.2008, dernière survenue de sa série, appartenait à un propriétaire privé et était de temps en temps engagée dans des trains spéciaux[1]. Elle est actuellement garée dans les ateliers Magliola de Santhià, en attente de restauration[8].